# Vlčice (okres Jeseník)
Vlčice (Duits: Wildschütz, soms ter onderscheiding van andere plaatsen met dezelfde naam Vlčice u Javorníka genoemd) is een Silezische gemeente in de Tsjechische regio Olomouc, en maakt deel uit van het district Jeseník. Vlčice telt 440 inwoners (2023).
Vlčice was tot 1945 een plaats met een overwegend Duitstalige bevolking. Na de Tweede Wereldoorlog werd de Duitstalige bevolking verdreven.

## Geschiedenis
- 1248 – Een mogelijke eerste schriftelijke vermelding van Vlčice.
- 1310 – De eerste zekere schriftelijke vermelding van Vlčice.
- 1996 – De gemeente Vlčice wordt administratief overgeheveld van het district Šumperk naar het nieuw gevormde district Jeseník.[1]